# Powrót muszkieterów
Powrót muszkieterów – brytyjski film z 1989 roku luźno oparty na powieści Dwadzieścia lat później Aleksandra Dumasa (ojca). Trzecia i ostatnia część cyklu filmów o muszkieterach wyreżyserowanych przez Richarda Lestera.

## Obsada
- Michael York jako d’Artagnan
- Oliver Reed jako Atos
- Frank Finlay jako Portos
- Richard Chamberlain jako Aramis
- C. Thomas Howell jako Raoul
- Geraldine Chaplin jako Anna Austriaczka
- Kim Cattrall jako Justine de Winter
- Philippe Noiret jako kardynał Mazarin
- Christopher Lee jako De Rochefort
- Roy Kinnear jako Planchet